# راكن سفلي (مقاطعة دورود)
راكن سفلي (بالفارسية: راکن سفلی) هي قرية تقع في قسم دورود الريفي (مقاطعة دورود) في إيران. يقدر عدد سكانها بـ 54 نسمة بحسب إحصاء 2016.